# بيت جاكوبس (تريثلت)
بيت جاكوبس (بالإنجليزية: Pete Jacobs)‏ هو تريثلت أسترالي، ولد في 27 أكتوبر 1981 في سيدني في أستراليا.

## وصلات خارجية
- الموقع الرسمي
- بيت جاكوبس على موقع اتحاد الترياتلون الدولي (الإنجليزية)
- بيت جاكوبس على موقع IAT Triathlon Database (الإنجليزية)